# Pholeuon angusticolle
Pholeuon angusticolle es una especie de escarabajo del género Pholeuon, familia Leiodidae. Fue descrita por Hampe, C. en 1856.

## Distribución
Se encuentra en Rumania.

## Subespecies
Se reconocen las siguientes:
- P. a. angusticolle
- P. a. bihariense
- P. a. mihoki